# Щербашинці

Щербашинецька каплиця

Щерба́шинці — село в Україні, в Медвинській сільській громаді Білоцерківського району Київської області.
Розташоване за 87 км від районного центру — міста Біла Церква. На півдні село межує з селом Журжинці Звенигородського району Черкаської області, на сході з селом Гута-Стеблівська Звенигородського району Черкаської області, на південному заході з селом Хижинці Звенигородського району, на півночі з селом Дмитренки та на заході із селом Медвин. За адміністративним поділом XVIII століття — Брацлавське воєводство, XX ст. — Богуславський район.

## Назва
У червні 2011 року Київська обласна рада ухвалила рішення про перейменування села на «Щербашенці». Але Верховна Рада досі не затвердила цієї зміни.

## Історія
За деякими відомостями село засновано у 1775 році першопоселенцем козаком Щербою, який втік після розгону Запорізької Січі. Але назва села згадується і раніше, в указі польського короля даного братові Івана Виговського, Федору Виговському. Густі ліси, що ними покрита територія Щербашинців, а також глухі яри, балки й річка були зручним сховищем для мисливців і втікачів, що тут оселялись.
Про перші поселення в Щербашинцях свідчать дві могили, які було розкопано в 1927 році, з них викопали кістки людей і коней, металеві речі із сідел, стремена і шаблі. Давність їх не встановлено, але ймовірно вони належали до Трипільської культури (IV—III тисячоліття до н. е.).
За часів Русі неподалік від Щербашинців існували воєнні укріплення, що слугували захистом від набігів половців, і які були збудовані київськими князями. З історичних документів і художньої літератури (Володимир Малик «Черлені щити») відомо, що ці території заселяли Чорні клобуки, союзники київських князів. У другій половині XVIII століття Щербашинці починають заселяти постійні поселенці.
На території села зустрічаються такі назви підземних джерел: Попова криниця, Залісся. Річка Хоробра, яка протікає через село утворює багато ставків на території села, найбільший з яких — Старенький. Село дуже постраждало внаслідок аварії на ЧАЕС 1986 року, позаяк після аварії у цій місцевості випав радіоактивний дощ. У селі було змінено дахи й покрівлі у понад 50 % будівель. Тому село належить до 3 чорнобильської зони.

## Визначні пам'ятки
Мурована Церква святого Миколи — засновано у 1823 році. Зруйнована більшовиками наприкінці 1986 року. У 2009 році в Щербашинцях розпочато будівництво церкви, за планом будівництва також планується створення паркової алеї.
Клірові відомості, метричні книги, сповідні розписи церкви св. Миколая села Щербашинці Богуславського, згодом Звенигородського, повітів Київської губернії зберігаються в ЦДІАК України  [Архівовано 16 липня 2019 у Wayback Machine.]

## Постаті
Уродженцем села є Леонід Андрійович Пахаревський — письменник, перекладач, актор, режисер.

## Побут
На території села діють три магазини — два продуктові, і один господарський. Щочетверга в село приїжджає районний ринок. З листопада 2008 село газифіковано.